# Serie A1 2021-2022 (pallanuoto maschile)
La Serie A1 2021-2022 è stata la 103ª edizione della massima serie del campionato italiano maschile di pallanuoto. La regular season è iniziata il 2 ottobre 2021 e si è conclusa il 28 maggio 2022 con play-off e play-out con la formula delle gare al meglio delle 2 partite su 3.

## Formula
Le squadre partecipanti tornano ad essere 14 a fronte di una sola squadra retrocessa nella precedente stagione, la Rari Nantes Florentia e delle due squadre promosse dalla Serie A2, l'Anzio Waterpolis e il Nuoto Catania.
Anche il campionato torna ad avere un calendario unico, con partite di andata e ritorno tra tutte le squadre dopo il cambio del format per l’edizione 2020-2021, che aveva suddiviso le 13 squadre partecipanti in 4 gironi per consentire uno svolgimento regolare delle partite ogni 14 giorni a seguito di eventuali contagi da Covid-19.
Il 10 gennaio, in seguito all'aumento di casi di COVID-19, la FIN ha deciso di sospendere temporaneamente il campionato fino al 29 gennaio.
Dal 19 febbraio è cambiata la formula per il girone di ritorno: le squadre sono state divise in due gironi da 7: nel primo gruppo si disputeranno l'accesso ai playoff mentre quelle inserite nel secondo si contenderanno la conquista della salvezza.

## Squadre partecipanti
| Club             | Città                    | Piscina                                 | Stagione 2020-2021                                          |
| ---------------- | ------------------------ | --------------------------------------- | ----------------------------------------------------------- |
| AN Brescia       | Brescia                  | Centro Natatorio Mompiano               | 1ª in Serie A1; campione d'Italia in carica                 |
| Anzio Waterpolis | Anzio                    | Piscina Comunale di Anzio               | 1ª nel girone Centro di Serie A2, promossa dopo i Play-off. |
| Catania          | Catania                  | Piscina Francesco Scuderi               | 1ª nel girone Sud di Serie A2, promosso dopo i Play-off.    |
| Lazio            | Roma                     | Stadio Olimpico del Nuoto               | 12ª in Serie A1                                             |
| Metanopoli       | San Donato Milanese (MI) | Bocconi Sport Center (Milano)           | 11ª in Serie A1                                             |
| Ortigia          | Siracusa                 | Piscina Paolo Caldarella                | 5ª in Serie A1                                              |
| Posillipo        | Napoli                   | Piscina Felice Scandone                 | 7ª in Serie A1                                              |
| Pro Recco        | Recco (GE)               | Piscina Punta Sant'Anna                 | 2ª in Serie A1; vincitrice della Coppa Italia               |
| Quinto           | Genova                   | Piscina Marco Paganuzzi                 | 9ª in Serie A1                                              |
| Roma Nuoto       | Roma                     | Foro Italico - Piscina dei "Mosaici"    | 10ª in Serie A1                                             |
| Salerno          | Salerno                  | Piscina Simone Vitale                   | 8ª in Serie A1                                              |
| Savona           | Savona                   | Piscina Carlo Zanelli                   | 3ª in Serie A1                                              |
| Telimar Palermo  | Palermo                  | Piscina olimpionica comunale di Palermo | 4ª in Serie A1                                              |
| Trieste          | Trieste                  | Polo Natatorio "Bruno Bianchi"          | 6ª in Serie A1                                              |

## Allenatori
| Club             | Allenatore            |
| ---------------- | --------------------- |
| AN Brescia       | Alessandro Bovo       |
| Anzio Waterpolis | Roberto Tofani        |
| Catania          | Giuseppe Dato         |
| Lazio            | Claudio Sebastianutti |
| Metanopoli       | Fabio Gambacorta      |
| Ortigia          | Stefano Piccardo      |
| Posillipo        | Roberto Brancaccio    |
| Pro Recco        | Sandro Sukno          |
| Quinto           | Jonathan Del Galdo    |
| Roma Nuoto       | Massimo Tafuro        |
| Salerno          | Matteo Citro          |
| Savona           | Alberto Angelini      |
| Telimar Palermo  | Marco Baldineti       |
| Trieste          | Daniele Bettini       |

## Regular season

### Classifica
|  | Pos. | Squadra         | Pt | G  | V  | N | P  | GF  | GS  | DR   |
|  | ---- | --------------- | -- | -- | -- | - | -- | --- | --- | ---- |
|  | 1.   | Pro Recco       | 39 | 13 | 13 | 0 | 0  | 201 | 62  | +139 |
|  | 2.   | AN Brescia      | 33 | 13 | 11 | 0 | 2  | 193 | 85  | +104 |
|  | 3.   | Trieste         | 29 | 13 | 9  | 2 | 2  | 153 | 130 | +23  |
|  | 4.   | Telimar Palermo | 28 | 13 | 9  | 1 | 3  | 149 | 120 | +29  |
|  | 5.   | Ortigia         | 28 | 13 | 9  | 1 | 3  | 135 | 111 | +24  |
|  | 6.   | Savona          | 27 | 13 | 9  | 0 | 4  | 166 | 117 | +49  |
|  | 7.   | Salerno         | 18 | 13 | 6  | 0 | 7  | 121 | 147 | -26  |
|  | 8.   | Quinto          | 18 | 13 | 6  | 0 | 7  | 117 | 129 | -12  |
|  | 9.   | Metanopoli      | 12 | 13 | 4  | 0 | 9  | 105 | 169 | -64  |
|  | 10.  | Anzio           | 11 | 13 | 3  | 2 | 8  | 108 | 161 | -53  |
|  | 11.  | Posillipo       | 10 | 13 | 3  | 1 | 9  | 92  | 138 | -46  |
|  | 12.  | Catania         | 7  | 13 | 2  | 1 | 10 | 116 | 145 | -29  |
|  | 13.  | Roma Nuoto      | 7  | 13 | 2  | 1 | 10 | 93  | 136 | -43  |
|  | 14.  | Lazio           | 1  | 13 | 0  | 1 | 12 | 102 | 197 | -95  |

Legenda:
      Ammesse alla poule scudetto.
      Ammesse alla poule salvezza.

### Calendario e risultati
| 02/05/06-10-21 | 1ª giornata          |  |
| 7-8            | Quinto - Trieste     |  |
| 17-9           | Ortigia - Anzio      |  |
| 24-3           | Pro Recco - Lazio    |  |
| 11-10          | Salerno - Posillipo  |  |
| 19-5           | AN Brescia - Catania |  |
| 12-7           | Telimar - Metanopoli |  |
| 5-10           | Roma - Savona        |  |

| 30-10-21 | 4ª giornata            |  |
| 12-7     | Savona - Salerno       |  |
| 10-11    | Catania - Ortigia      |  |
| 7-14     | Quinto - Telimar       |  |
| 15-11    | Posillipo - Lazio      |  |
| 7-7      | Anzio - Roma           |  |
| 13-12    | Trieste - AN Brescia   |  |
| 4-21     | Metanopoli - Pro Recco |  |

| 17/20-11-21 | 7ª giornata            |  |
| 6-8         | Catania - Anzio        |  |
| 10-7        | Posillipo - Metanopoli |  |
| 8-8         | Ortigia - Trieste      |  |
| 15-4        | Pro Recco - Quinto     |  |
| 11-8        | Salerno - Roma         |  |
| 8-20        | Lazio - Savona         |  |
| 14-10       | AN Brescia - Telimar   |  |

| 03-12-21/12-02-22 | 10ª giornata           |  |
| 18-6              | Savona - Metanopoli    |  |
| 8-5               | Quinto - Posillipo     |  |
| 9-13              | Anzio - Salerno        |  |
| 11-9              | Trieste - Catania      |  |
| 4-9               | AN Brescia - Pro Recco |  |
| 11-9              | Telimar - Ortigia      |  |
| 12-11             | Roma - Lazio           |  |

| 08/09/29-01/05/12-02-22 | 13ª giornata           |  |
| 9-12                    | Savona - Quinto        |  |
| 9-10                    | Catania - Telimar      |  |
| 3-12                    | Posillipo - AN Brescia |  |
| 3-13                    | Ortigia - Pro Recco    |  |
| 9-13                    | Anzio - Trieste        |  |
| 9-8                     | Metanopoli - Roma      |  |
| 7-9                     | Lazio - Salerno        |  |

| 13/16-10-21 | 2ª giornata             |  |
| 17-12       | Savona - Telimar        |  |
| 13-11       | Catania - Salerno       |  |
| 3-12        | Posillipo - Pro Recco   |  |
| 10-9        | Anzio - Quinto          |  |
| 10-7        | Trieste - Roma          |  |
| 5-16        | Metanopoli - AN Brescia |  |
| 7-12        | Lazio - Ortigia         |  |

| 06-11-21 | 5ª giornata          |  |
| 9-12     | Posillipo - Anzio    |  |
| 15-5     | Ortigia - Metanopoli |  |
| 10-7     | Pro Recco - Savona   |  |
| 11-16    | Salerno - Trieste    |  |
| 9-12     | Lazio - Catania      |  |
| 18-8     | AN Brescia - Quinto  |  |
| 10-6     | Telimar - Roma       |  |

| 24-11-21 | 8ª giornata          |  |
| 14-5     | Savona - Posillipo   |  |
| 8-11     | Quinto - Ortigia     |  |
| 6-18     | Anzio - AN Brescia   |  |
| 16-8     | Trieste - Lazio      |  |
| 12-9     | Metanopoli - Catania |  |
| 13-8     | Telimar - Salerno    |  |
| 6-15     | Roma - Pro Recco     |  |

| 11-12-21/29-01/11-02-22 | 11ª giornata         |  |
| 19-8                    | Savona - Anzio       |  |
| 10-12                   | Catania - Quinto     |  |
| 7-6                     | Posillipo - Roma     |  |
| 5-14                    | Ortigia - AN Brescia |  |
| 20-6                    | Pro Recco - Salerno  |  |
| 9-15                    | Metanopoli - Trieste |  |
| 6-20                    | Lazio - Telimar      |  |

| 23-10-21 | 3ª giornata          |  |
| 9-3      | Ortigia - Posillipo  |  |
| 8-5      | Pro Recco - Catania  |  |
| 13-8     | Salerno - Metanopoli |  |
| 9-9      | Lazio - Anzio        |  |
| 14-3     | AN Brescia - Savona  |  |
| 8-8      | Telimar - Trieste    |  |
| 3-8      | Roma - Quinto        |  |

| 13-11-21 | 6ª giornata         |  |
| 9-10     | Savona - Ortigia    |  |
| 11-11    | Catania - Posillipo |  |
| 6-7      | Quinto - Salerno    |  |
| 10-12    | Anzio - Telimar     |  |
| 9-19     | Trieste - Pro Recco |  |
| 13-11    | Metanopoli - Lazio  |  |
| 8-14     | Roma - AN Brescia   |  |

| 27-11-21 | 9ª giornata          |  |
| 7-12     | Catania - Savona     |  |
| 7-13     | Posillipo - Trieste  |  |
| 14-6     | Ortigia - Roma       |  |
| 15-5     | Pro Recco - Telimar  |  |
| 6-14     | Salerno - AN Brescia |  |
| 9-8      | Metanopoli - Anzio   |  |
| 8-15     | Lazio - Quinto       |  |

| 12/18-12-21/06/15-02-22 | 12ª giornata        |  |
| 20-3                    | Pro Recco - Anzio   |  |
| 20-4                    | AN Brescia - Lazio  |  |
| 8-11                    | Salerno - Ortigia   |  |
| 12-4                    | Telimar - Posillipo |  |
| 11-10                   | Roma - Catania      |  |
| 13-11                   | Quinto - Metanopoli |  |
| 13-16                   | Trieste - Savona    |  |

### Round Scudetto
|  | Pos. | Squadra         | Pt | G  | V  | N | P  | GF  | GS  | DR   |
|  | ---- | --------------- | -- | -- | -- | - | -- | --- | --- | ---- |
|  | 1.   | Pro Recco       | 57 | 19 | 19 | 0 | 0  | 282 | 101 | +181 |
|  | 2.   | AN Brescia      | 44 | 19 | 14 | 2 | 3  | 260 | 146 | +114 |
|  | 3.   | Trieste         | 38 | 19 | 12 | 2 | 5  | 213 | 206 | +7   |
|  | 4.   | Savona          | 37 | 19 | 12 | 1 | 6  | 229 | 177 | +52  |
|  | 5.   | Ortigia         | 36 | 19 | 11 | 3 | 5  | 189 | 153 | +36  |
|  | 6.   | Telimar Palermo | 32 | 19 | 10 | 2 | 7  | 213 | 182 | +31  |
|  | 7.   | Salerno         | 18 | 19 | 6  | 0 | 13 | 160 | 235 | -75  |

| 19-02-22 | 1ª giornata          |  |
| 9-9      | AN Brescia - Ortigia |  |
| 8-18     | Savona - Pro Recco   |  |
| 13-12    | Trieste - Telimar    |  |
|          | Riposa: Salerno      |  |

| 19-03-22 | 4ª giornata         |  |
| 18-2     | Ortigia - Salerno   |  |
| 11-12    | Savona - AN Brescia |  |
| 8-13     | Telimar - Pro Recco |  |
|          | Riposa: Trieste     |  |

| 06/09-04-22 | 7ª giornata         |  |
| 8-13        | Salerno - Pro Recco |  |
| 11-12       | Telimar - Savona    |  |
| 9-6         | Trieste - Ortigia   |  |
|             | Riposa: AN Brescia  |  |

| 26-02-22 | 2ª giornata          |  |
| 7-7      | Ortigia - Savona     |  |
| 15-11    | AN Brescia - Trieste |  |
| 6-16     | Salerno - Telimar    |  |
|          | Riposa: Pro Recco    |  |

| 26-03-22 | 5ª giornata          |  |
| 7-5      | Pro Recco - Ortigia  |  |
| 17-8     | AN Brescia - Salerno |  |
| 14-9     | Savona - Trieste     |  |
|          | Riposa: Telimar      |  |

| 02/05-03-22 | 3ª giornata          |  |
| 9-9         | Telimar - AN Brescia |  |
| 3-11        | Salerno - Savona     |  |
| 17-5        | Pro Recco - Trieste  |  |
|             | Riposa: Ortigia      |  |

| 02-04-22 | 6ª giornata            |  |
| 9-8      | Ortigia - Telimar      |  |
| 13-5     | Pro Recco - AN Brescia |  |
| 13-12    | Trieste - Salerno      |  |
|          | Riposa: Savona         |  |

### Round Retrocessione
|  | Pos. | Squadra    | Pt | G  | V | N | P  | GF  | GS  | DR   |
|  | ---- | ---------- | -- | -- | - | - | -- | --- | --- | ---- |
|  | 1.   | Quinto     | 29 | 19 | 9 | 2 | 8  | 173 | 179 | -6   |
|  | 2.   | Posillipo  | 22 | 19 | 7 | 1 | 11 | 160 | 195 | -35  |
|  | 3.   | Catania    | 20 | 19 | 6 | 2 | 11 | 187 | 192 | -5   |
|  | 4.   | Anzio      | 19 | 19 | 5 | 4 | 10 | 169 | 227 | -58  |
|  | 5.   | Metanopoli | 18 | 19 | 6 | 0 | 13 | 157 | 233 | -76  |
|  | 6.   | Roma Nuoto | 10 | 18 | 3 | 1 | 14 | 136 | 189 | -53  |
|  | 7.   | Lazio      | 8  | 19 | 2 | 2 | 15 | 155 | 264 | -109 |

| 19-02/30-03-22 | 1ª giornata            |  |
| 12-8           | Catania - Roma         |  |
| 6-6            | Quinto - Anzio         |  |
| 9-12           | Metanopoli - Posillipo |  |
|                | Riposa: Lazio          |  |

| 19-03/06-04-22 | 4ª giornata       |  |
| 11-17          | Anzio - Posillipo |  |
| 4-7            | Roma - Metanopoli |  |
| 9-6            | Quinto - Lazio    |  |
|                | Riposa: Catania   |  |

| 09-04-22 | 7ª giornata        |  |
| 16-5     | Catania - Lazio    |  |
| 9-10     | Anzio - Metanopoli |  |
| 11-12    | Quinto - Roma      |  |
|          | Riposa: Posillipo  |  |

| 26-02-22 | 2ª giornata          |  |
| 16-8     | Catania - Metanopoli |  |
| 7-9      | Lazio - Posillipo    |  |
| 10-11    | Roma - Anzio         |  |
|          | Riposa: Quinto       |  |

| 26-03-22 | 5ª giornata        |  |
| 6-6      | Quinto - Catania   |  |
| 11-10    | Lazio - Metanopoli |  |
| 8-12     | Roma - Posillipo   |  |
|          | Riposa: Anzio      |  |

| 04/05-03/06-04-22 | 3ª giornata        |  |
| 11-13             | Posillipo - Quinto |  |
| 12-11             | Anzio - Catania    |  |
| 12-11             | Lazio - Roma       |  |
|                   | Riposa: Metanopoli |  |

| 02-04-22 | 6ª giornata         |  |
| 7-9      | Posillipo - Catania |  |
| 12-12    | Anzio - Lazio       |  |
| 8-11     | Metanopoli - Quinto |  |
|          | Riposa: Roma        |  |

Legenda:
      Ammessa ai play off per la LEN Euro Cup 2022-2023.
      Ammesse al playout.
      Retrocessa in Serie A2 2022-2023.

## Play-off

### Semifinali 1º-4º posto
| Arbitri: | F. Gomez Nicolosi |

|                                                                                            |           |                                    |
| Cannella: 3 Zalánki, Younger, Aicardi: 2 Di Fulvio, Bertoli, Echenique, Ivović, Hallock: 1 | Marcatori | 3: Fondelli 2: Campopiano 1: Bruni |

| Arbitri: | Paoletti Frauenfelder |

|                                               |           |                                                                         |
| Dolce, Gitto: 3 Di Somma: 2 Bicari, Luongo: 1 | Marcatori | 4: Inaba 1: Podgornik, Buljubašić, Vrlić, Bego, Mezzarobba, Razzi, Bini |

| Arbitri: | Ferrari Severo |

|                                                                     |           |                                                               |
| Iocchi Gratta: 2 Rocchi, Patchaliev, Bruni, Campopiano, Fondelli: 1 | Marcatori | 2: Younger, Echenique, Aicardi 1: Di Fulvio, Figlioli, Ivović |

| Arbitri: | Carmignani Lo Dico |

|                                                                |                      |                                                                              |
| Mezzarobba: 3 Buljubašić: 2 Podgornik, Petronio, Bego, Bini: 1 | Marcatori            | 3: Presciutti 2: Luongo 1: Dolce, Bicari, Lazić                              |
| Petronio Mezzarobba Razzi Buljubašić Vrlić Petronio Mezzarobba | Tiri di rigore 4 – 5 | Renzuto Iodice Presciutti Luongo Vapenski Alesiani Renzuto Iodice Presciutti |

| Arbitri: | Severo Pinato |

|                                                                              |           |                                            |
| Bicari: 6 Vapenski: 2 Presciutti, Renzuto Iodice, Alesiani, Luongo, Gitto: 1 | Marcatori | 2: Inaba 1: Vrlić, Bego, Razzi, Mladossich |

### Semifinali 5º-8º posto
| Arbitri: | Calabrò Guarracino |

|                                                |           |                                     |
| A. Condemi: 2 F. Condemi, Di Luciano, Rossi: 1 | Marcatori | 2: Panerai, Guidi 1: Di Somma, Nora |

| Arbitri: | D. Bianco Rovida |

|                                                       |           |                                            |
| Vlahović: 3 Del Basso, Lo Dico: 2 Lo Cascio, Bašić: 1 | Marcatori | 1: Luongo, Esposito, Cuccovillo, Fortunato |

| Arbitri: | Paoletti Braghini |

|                                              |           |                                                                              |
| Nora: 3 Di Somma, Panerai, Ravina, Figari: 1 | Marcatori | 3: Rossi 2: Cassia, Condemi, Ferrero 1: Gallo, Mirarchi, Vidović, Napolitano |

| Arbitri: | Petronilli Navarra |

|                                                       |           |                                                                                             |
| Luongo: 3 Gluhaić: 2 Esposito, Tomasic, Cuccovillo: 1 | Marcatori | 3: Occhione 2: Lo Cascio, Irwing 1: Del Basso, Vlahović, Gilberti, Marziali, Lo Dico, Bašić |

| Arbitri: | Petronilli Frauenfelder |

|                                          |           |                                   |
| Ferrero: 3 Rossi, Vidović, Napolitano: 1 | Marcatori | 2: Nora 1: Panerai, Figari, Guidi |

### Finale Scudetto
| Arbitri: | Calabrò Colombo |

|                                                      |           |                                                         |
| Ivović: 3 Younger, Cannella: 2 Di Fulvio, Zalánki: 1 | Marcatori | 2: Dolce, Vapenski, Renzuto Iodice 1: Presciutti, Gitto |

| Arbitri: | Gomez Severo |

|                                                                  |           |                                                                   |
| Dolce, Bicari, Di Somma: 3 Renzuto Iodice: 2 Alesiani, Luongo: 1 | Marcatori | 4: Zalánki 3: Di Fulvio 2: Cannella 1: Younger, Echenique, Ivović |

| Arbitri: | Frauenfelder Severo |

|                                                      |           |                             |
| Di Fulvio, Zalánki, Presciutti, Echenique, Ivović: 1 | Marcatori | 1: Renzuto Iodice, Di Somma |

### Finale 3º-4º posto
| Arbitri: | Navarra Schiavo |

|                                                               |           |                                                                                                |
| Inaba: 4 Razzi: 2 Buljubašić, Mezzarobba, Bini, Mladossich: 1 | Marcatori | 3: Molina, Campopiano 2: Vuskovic, Rizzo 1: Rocchi, Patchaliev, Bruni, Fondelli, Iocchi Gratta |

| Arbitri: | Carmignani Petronilli |

|                                                                                     |           |                                                           |
| Campopiano, Iocchi Gratta: 3 Rocchi, Vuskovic, Molina, Rizzo, Caldieri, Fondelli: 1 | Marcatori | 2: Bego, Bini 1: Podgornik, Buljubašić, Inaba, Mladossich |

### Finale 5º-6º posto
| Arbitri: | L. Bianco Castagnola |

|                                                  |           |                                                                 |
| Cassia: 5 Condemi, Ferrero, Di Luciano, Rossi: 1 | Marcatori | 4: Bašić 2: Irwing 1: Del Basso, Vlahović, Giliberti, Lo Cascio |

| Arbitri: | Colombo Pinato |

|                                         |           |                                                                     |
| Del Basso, Vlahović: 2 Irwing, Bašić: 1 | Marcatori | 2: Vidović 1: Cassia, Condemi, Klikovac, Ferrero, Di Luciano, Rossi |

| Arbitri: | Bianco Gomez |

|                                                                     |           |                                   |
| Cassia: 4 F. Condemi: 2 A. Condemi, Ferrero, Vidović, Napolitano: 1 | Marcatori | 3: Vlahović 2: Occhione 1: Irwing |

### Finale 7º-8º posto
| Arbitri: | Ricciotti Carmignani |

|                                                         |           |                                          |
| Luongo, Esposito, Gluhaić: 2 Gallozzi, Tomasic, Elez: 1 | Marcatori | 2: Panerai, Ravina, Figari, Gitto, Guidi |

| Arbitri: | Nicolai Paoletti |

|                                                                 |           |                                                    |
| Panerai: 3 Figari, Guidi: 2 Gambacciani, Villa, Ravina, Nora: 1 | Marcatori | 3: Esposito 2: Tomasic, Cuccovillo 1: Luongo, Elez |

## Play-out

### Finale
| Arbitri: | Pinato Castagnola |

|                                                   |           |                                                        |
| Mattiello: 2 Andruykov, Kasum, Novara, Lanzoni: 1 | Marcatori | 3: De Robertis 1: Faraglia, Tartaro, Ballarini, Spione |

| Arbitri: | Brasiliano Ercoli |

|                                                  |                      |                                         |
| Faraglia: 4 De Robertis: 2 Ciotti, Tartaro: 1    | Marcatori            | 4: Kasum 3: Tononi 1: Scollo            |
| F. Faraglia Ciotti Calic P. Faraglia De Robertis | Tiri di rigore 4 – 3 | Mattiello Tononi Andryukov Novara Kasum |

## Verdetti
- Pro Recco Campione d'Italia

- AN Brescia in LEN Champions League

- Savona ammesso ai playoff di LEN Champions League

- Trieste alla fase a gironi di LEN Euro Cup

- Ortigia ai playoff di LEN Euro Cup
- Telimar Palermo ai preliminari di LEN Euro Cup

- Metanopoli e  Lazio retrocesse in Serie A2.